# Липинский, Леонид Павлович
Леонид Павлович Липи́нский (бел. Леанід Паўлавіч Ліпінскі; 1921—1982) — белорусский советский историк. Доктор исторических наук (1975), профессор (1974).

## Биография
Родился 25 февраля 1925 года в крестьянской семье в деревне Казусевка Климовичского района Могилёвской области Белорусской ССР. В 1948 году окончил Могилёвский педагогический институт.
Принимал участие в Великой Отечественной войне.
В 1974 году защитил докторскую диссертацию (Белорусский государственный университет; «Развитие капитализма в сельском хозяйстве Белоруссии (вторая половина XIX — начало XX в.)»).
В 1948—1949 годах — заместитель директора Центрального государственного исторического архива Белорусской ССР в Минске. С 1952 года — старший научный сотрудник Института истории Академии наук Белорусской ССР. С 1966 года в Белорусском политехническом институте.
Умер 7 сентября 1982 года.

## Научная деятельность
Исследовал историю крестьянского движения в Белоруссии в 1900—1917 годы, становление и развитие капитализма в белорусской деревне, вопросы социального расслоения крестьянства, столыпинскую аграрную реформу в Белоруссии, развитие жилищно-коммунального хозяйства Минска в начале XX века.